# Bob Gruen
Bob Gruen (n. 23 de octubre de 1945 en Nueva York) es un fotógrafo y autor estadounidense, reconocido por fotografiar a estrellas de rock.

## Carrera
Gruen nació en la ciudad de Nueva York. Se inició en el mundo de la fotografía trabajando con artistas como Bob Dylan y John Lennon, convirtiéndose en el fotógrafo personal de este último en su estancia en Nueva York. La fotografía de Lennon usando una camisa con un logotipo de la ciudad de Nueva York es quizás la más reconocida de Gruen. Otras bandas y artistas de renombre con los que ha trabajado incluyen The New York Dolls, The Clash, Ramones, Patti Smith Group, Blondie, Led Zeppelin, The Who, David Bowie, Tina Turner, Elton John, Aerosmith, Kiss, Alice Cooper, Courtney Love y Green Day.

## Publicaciones
- The Sex Pistols: Chaos (1990), ISBN 978-0711921214
- The Rolling Stones - Crossfire Hurricane (1997), Genesis Publications
- The Clash (2004), ISBN 978-1903399347
- John Lennon - The New York Years (2005), ISBN 978-1584794325
- Rockers: The Exhibit(Cosac Naify, 2007)
- New York Dolls Photographs by Bob Gruen (2008), ISBN 978-0810972711
- Rock Seen - Bob Gruen (2011), ISBN 978-0810997721